# Ophiarachna robillardi
Ophiarachna robillardi är en ormstjärneart som beskrevs av de Loriol 1893. Ophiarachna robillardi ingår i släktet Ophiarachna och familjen Ophiodermatidae. Inga underarter finns listade i Catalogue of Life.